# Oleg Ken
Oleg Ken (ros. Олег Николаевич Кен, ur. 13 marca 1960 w Orsku, zm. 28 października 2007 w Sankt Petersburgu) – rosyjski historyk specjalizujący się w historii Związku Radzieckiego, Polski oraz europejskiej dyplomacji okresu międzywojennego.

## Życiorys
Był absolwentem Wydziału Historii Państwowego Uniwersytetu Pedagogicznego w Leningradzie. Od 1994 roku pracował na Uniwersytecie Europejskim w Sankt Petersburgu. W 2005 roku został mianowany profesorem zwyczajnym Uniwersytetu Hercena. 

## Wybrane publikacje
- Москва и пакт о ненападении с Польшей (1930–1932 гг.), Санкт–Петербург: Издательство ПИЯФ РАН 2003, ss. 129;
- Мобилизационное планирование и политические решения (конец 1920–х — середина 1930–х гг.), Москва: О.Г.И. 2008, ss. 511;
- Collective Security or Isolation? Soviet Foreign Policy and Poland, 1930–1935, St. Petersburg: Evropeiskiy Dom 1996, ss. 328.

## Publikacje w języku polskim
- "Alarm wojenny" wiosną 1930 roku a stosunki sowiecko-polskie, tł. z ang. Aleksander Achmatowicz, "Studia z Dziejów Rosji i Europy Środkowo-Wschodniej" 35 (2000), s. 41-74.
- Pavel S. Rybalko, Raport attaché wojskowego ZSRR o początku mobilizacji w Polsce, oprac. Oleg Ken, tł. z ros. Józef Margules, "Przegląd Historyczno-Wojskowy" 2002, nr 1, s. 79-85.
- Co historycy rosyjscy chcą wiedzieć o polskiej historii XX wieku?, tł. z ang. Andrzej Nowak, "Arcana" 2008, nr 5, s. 140-149.